# Carduus baeocephalus
Carduus baeocephalus là một loài thực vật có hoa trong họ Cúc. Loài này được Webb mô tả khoa học đầu tiên.